# Lepidochrysops oculus
Lepidochrysops oculus är en fjärilsart som beskrevs av Ungemach 1932. Lepidochrysops oculus ingår i släktet Lepidochrysops och familjen juvelvingar. Inga underarter finns listade i Catalogue of Life.